# MacOS Sonoma
macOS Sonoma (версия 14) — двадцатый основной релиз macOS, операционной системы Apple для компьютеров Mac. Преемник macOS Ventura, он был анонсирован на WWDC 2023 5 июня 2023 года и выпущен 26 сентября 2023 года. Он назван в честь винодельческого региона, расположенного в округе Сонома в Калифорнии.
На смену macOS Sonoma пришла macOS Sequoia, выпущенная 16 сентября 2024 года.
Первая бета-версия для разработчиков была выпущена 5 июня 2023 года, а macOS Sonoma вышла в публичную бета-версию 11 июля 2023 года. macOS Sonoma — это финальная версия macOS, которая поддерживает MacBook Air 2018–2019 годов, поскольку ее преемница, macOS Sequoia, прекращает поддержку этих моделей.

## Новые возможности
macOS Sonoma предлагает ряд новых функций и улучшений, связанных с виджетами (которые теперь могут отображаться в любом месте экрана), видеоконференциями (например, наложение, отображающее веб-камеру докладчика поверх демонстрации экрана) и Safari (профили, пароль совместное использование, прогрессивные веб-приложения).
- Виджеты были полностью переработаны, они больше не привязаны к Центру уведомлений — вместо этого их можно разместить в любом месте на рабочем столе, а средство выбора теперь напоминает интерфейс в iPadOS. Виджеты могут синхронизироваться с iPhone или iPad.
- Экран блокировки был изменен: часы на нем теперь напоминают те, что используются на iOS и iPadOS.
- Приложения для видеоконференций могут накладывать видео выступающего с веб-камеры поверх общего доступа к экрану.
- Голосовой помощник Siri теперь активируется по фразе «Siri» вместо «Привет, Siri». Но это поддерживается только на Apple Silicon.
- Safari:
  - Профили просмотра включают отдельные наборы закладок, расширений и файлов cookie, которые можно использовать, например, для отделения личных настроек от рабочих.
  - Совместное использование паролей позволяет нескольким людям иметь доступ к одной и той же коллекции паролей веб-сайтов и обновлять их по мере необходимости, при этом изменения синхронизируются на всех зарегистрированных устройствах.
  - «Веб-приложения» позволяют пользователю добавить любой веб-сайт в Dock и открыть его в упрощенном интерфейсе Safari. Эта функция несколько отличается от прогрессивных веб-приложений, поскольку не требует дополнительной работы разработчиков сайта.
- Сообщения:
  - Более точные поисковые фильтры: например, имя контакта можно комбинировать с поисковым запросом для поиска термина в конкретном разговоре.
  - Наверстывание позволяет пользователю быстро перейти к первому непрочитанному сообщению в беседе.
  - Стикеры iMessage имеют новый интерфейс выбора, а также сделаны «живыми».
  - При получении потенциально неприемлемого контента (причем как через iMessage, так и через AirDrop) показывается предупреждение.
- Игровой режим для оптимизации игровой производительности за счет определения приоритетов игровых задач и выделения для игры большей мощности графического процессора и процессора.
- Новые заставки с замедленным воспроизведением захватывающих дух мест со всего мира прекрасно смотрятся на большом дисплее Mac. Когда вы входите в систему, они легко становятся обоями рабочего стола.

## Поддерживаемые компьютеры
macOS Sonoma поддерживает Mac с чипами Apple Silicon и Intel Xeon-W и 8-го поколения Coffee Lake / Amber Lake или более поздними, и прекращает поддержку различных моделей, выпущенных в 2017 году, официально отмечая конец поддержки Mac без дисплея Retina и 12-дюймового MacBook. 2019 iMac — единственный поддерживаемый Sonoma Intel Mac, в котором отсутствует чип T2. Ниже перечислены следующие компьютеры Mac, на которых может работать macOS Sonoma:
- Модели iMac, выпущенные в 2019 г. или позже
- Модели iMac Pro, выпущенные в 2017 г. или позже
- Модели MacBook Air, выпущенные в 2018 г. или позже
- Модели MacBook Pro, выпущенные в 2018 г. или позже
- Модели Mac mini, выпущенные в 2018 г. или позже
- Модели Mac Pro, выпущенные в 2019 г. или позже
- Модели Mac Studio, выпущенные в 2022 г. или позже

### Неофициальная поддержка
Используя инструменты исправления, такие как OpenCore Legacy Patcher, macOS Sonoma может быть неофициально установлена на более ранних моделях, которые официально не поддерживаются. Такие модели относятся к MacBook Pro 2008 года и iMac 2007 года.
Согласно анализу Ars Technica, компьютеры Mac 2016 и 2017 годов получали обновления в среднем в течение шести лет, что меньше, чем семь-восемь лет обновлений компьютеров Mac на базе Intel, выпущенных с 2009 по 2015 год.

## Восприятие
Журналисты и пользователи macOS Sonoma приняли в целом умеренно-положительно. Некоторые пользователи считали, что macOS Sonoma — это совершенная операционная система для компьютеров от Apple. Они отмечали такие достоинства, как:
- Виджеты. Обеспечивают быстрый доступ к актуальной информации без необходимости открывать приложения.
- Динамические заставки. Создают атмосферу на большом экране и могут выступать как в роли заставки, так и как обои для рабочего стола.
- Разные профили для Safari. Помогают разделить профессиональную активность и личную жизнь[12].
- Инструментарий в Preview. Упрощает оформление документов формата PDF[13].
- Функция Presenter Overlay. Подходит для совершения видеозвонков[14].

Однако были и негативные отзывы. Некоторые пользователи отмечали, что macOS Sonoma не произвела особого впечатления. Были и жалобы на проблемы с приложениями и быстродействием, особенно при установке на старые компьютеры Apple. Также отмечалось, что из-за ограничений компании Apple многие функции macOS Sonoma были недоступны для пользователей из России. Таким образом, восприятие macOS Sonoma может быть субъективным и зависеть от личных предпочтений и потребностей пользователя.

## История версий
Первая бета-версия macOS Sonoma для разработчиков была выпущена в понедельник, 5 июня 2023 года. Бета-версия Sonoma для разработчиков стала первой, доступной любому человеку с бесплатной учетной записью разработчика Apple, без необходимости подписки разработчика. Полная версия была выпущена 26 сентября 2023 года.
|  | Предыдущий выпуск |  | Последний выпуск |  | Версия для разработчиков |  | Обновление безопасности |

| Версия                                          | Номер сборки | Дата выхода                      | Примечания к выпуску                                        |
| ----------------------------------------------- | ------------ | -------------------------------- | ----------------------------------------------------------- |
| 14.0 Beta 1                                     | 23A5257q     | 5 июня 2023                      |                                                             |
| 14.0 Beta 2                                     | 23A5276g     | 21 июня 2023                     |                                                             |
| 14.0 Beta 3                                     | 23A5286g     | 5 июля 2023                      |                                                             |
| 14.0 Beta 3 Update                              | 23A5286i     | 11 июля 2023                     | Первая публичная бета-версия                                |
| 14.0 Public Beta 1                              | 23A5286i     | 12 июля 2023                     |                                                             |
| 14.0 Developer Beta 4                           | 23A5301g     | 25 июля 2023                     | 23.0.0 xnu-10002.0.199.505.1~3 Tue Jul 18 20:34:24 PDT 2023 |
| 14.0 Developer Beta 4 update 14.0 Public Beta 2 | 23A5301h     | 31 июля 2023                     | 23.0.0                                                      |
| 14.0 Developer Beta 5 14.0 Public Beta 3        | 23A5312d     | 8 августа 2023                   | 23.0.0 xnu-10002.0.242.0.6~31 Tue Aug 1 03:25:17 PDT 2023   |
| 14.0 Developer Beta 6 14.0 Public Beta 4        | 23A5328b     | 22 августа 2023                  | 23.0.0 xnu-10002.1.11~5 Fri Aug 18 00:03:04 PDT 2023        |
| 14.0 Developer Beta 7 14.0 Public Beta 5        | 23A5337a     | 30 августа 2023                  | 23.0.0 xnu-10002.1.11~16 Tue Aug 22 02:11:55 PDT 2023       |
| 14.0 Release Candidate                          | 23A339       | 12 сентября 2023                 | 23.0.0 xnu-10002.1.11~3 Thu Aug 17 21:23:05 PDT 2023        |
| 14.0 Release Candidate 2                        | 23A344       | 21 сентября 2023                 | 23.0.0 xnu-10002.1.13~1 Fri Sep 15 14:41:34 PDT 2023        |
| 14.0 Release                                    | 23A344       | 26 сентября 2023                 |                                                             |
| 14.1 Release                                    | 23B74        | 25 октября 2023                  |                                                             |
| 14.1.1 Release                                  | 23B81        | 7 ноября 2023                    |                                                             |
| 14.1.2                                          | 23B92        | 30 ноября 2023                   |                                                             |
| 14.2 Beta 1                                     | 23C5030f     | 26 октября 2023                  |                                                             |
| 14.2 Beta 2                                     | 23C5041e     | 9 ноября 2023                    |                                                             |
| 14.2 Beta 3                                     | 23C5047e     | 14 ноября 2023                   |                                                             |
| 14.2 Beta 4                                     | 23C5055b     | 28 ноября 2023                   |                                                             |
| 14.2                                            | 23C5055b     | 11 декабря 2023                  |                                                             |
| 14.2.1                                          | 23C5055b     | 19 декабря 2023                  |                                                             |
| 14.3 Beta 1                                     | 23D5033f     | 14 декабря 2023                  |                                                             |
| 14.3 Beta 2                                     | 23D5043d     | 4 января 2024                    |                                                             |
| 14.3 Beta 3                                     | 23D5051b     | 9 января 2024                    |                                                             |
| 14.5                                            | 23F79        | 13 мая 2024                      |                                                             |
| 14.6.1                                          | 23G93        | 22 августа 2024; 7 месяцев назад |                                                             |